# Vinica (powiat Veľký Krtíš)
Vinica (węg. Ipolynyék) – wieś (obec) na Słowacji położona w kraju bańskobystrzyckim, w powiecie Veľký Krtíš. Pierwsze wzmianki o miejscowości pochodzą z 1156 roku.
Według danych z dnia 31 grudnia 2012 roku, wieś zamieszkiwało 1817 osób, w tym 957 kobiet i 860 mężczyzn.
W 2001 roku rozkład populacji względem narodowości i przynależności etnicznej wyglądał następująco:
- Słowacy – 11,63%
- Czesi – 0,41%
- Romowie – 0,05%
- Węgrzy – 87,86%

Ze względu na wyznawaną religię struktura mieszkańców kształtowała się w 2001 roku następująco:
- Katolicy rzymscy – 96,94%
- Ewangelicy – 1,12%
- Ateiści – 1,33%
- Przedstawiciele innych wyznań – 0,05%
- Nie podano – 0,15%